# Theodore Strongin
Theodore Strongin (* 10. Dezember 1918 in New York; † 24. November 1998 in Asheville, North Carolina) war ein US-amerikanischer Komponist, Musikkritiker und Entomologe.

## Leben
Strongin verbrachte seine Kindheit und Jugend in Darien (Connecticut).
Er studierte Biologie und Musik – er spielte sehr gut Flöte – am Bard College, später auch an der Harvard University. Er hatte sich für die Insektenkunde entschieden und bekam nach erfolgreichem Abschluss eine Anstellung am American Museum of Natural History.
Als die USA in den Zweiten Weltkrieg eintraten (siehe auch: Eintritt der Vereinigten Staaten in den Zweiten Weltkrieg), meldete sich Strongin freiwillig zur Armee. 1946 kehrte er zurück und ließ sich in seiner Heimatstadt nieder. Dort begann er an der Juilliard School, Flöte und Komposition zu studieren; später wechselte er an die Columbia Graduate School of Arts and Sciences.
Bereits während dieses Studiums erlebten einige seiner Werke in New York ihre Uraufführung. Zwischen 1963 und 1972 fungierte Strongin als Musik- und Theaterkritiker bei der New York Times.
17 Tage vor seinem 80. Geburtstag starb Theodore Strongin am 24. November 1998 in Asheville, North Carolina, und fand dort auch seine letzte Ruhestätte.

## Werke (Auswahl)
- Suite for unaccompanied Cello
- Oboen-Quintett